# Maurice Haubold de Schönberg
Pour les articles homonymes, voir Schönberg.
Maurice Haubold de Schönberg (né le 22 septembre 1770 à Geussnitz et mort le 18 avril 1860 à Groß Krauschen) est haut président des provinces prussiennes de Silésie et de Poméranie.

## Origine
Il est issu de la famille noble saxonne de Schönberg et est le fils de Charles Haubold de Schönberg (né en 1731 et mort le 17 décembre 1790) à Geussnitz et son épouse Johanna Wilhelmina von Schönfeld (né le 26 septembre 1739).

## Biographie
Maurice Haubold de Schönberg est le premier président de district de Mersebourg de 1816 à 1822, avec son siège officiel à Mersebourg (province de Saxe). De 1824 à 1825, il est haut président de la province de Silésie à Breslau, puis deuxième directeur au ministère prussien des Affaires étrangères.
En 1831, il est nommé président de la province de Poméranie à Stettin. La même année, Schönberg est nommé véritable conseiller privé avec le prédicat d'excellence. Il occupe ses fonctions jusqu'en 1835.

## Famille
Le 21 décembre 1807, il épouse la comtesse Louise de Stolberg-Wernigerode. De ce mariage naît sa fille Auguste (1808-1864), qui épouse Magnus von Schlieffen (de) (1796-1864) en 1828. Son petit-fils est le futur maréchal général Alfred von Schlieffen.
La lignée Greussnitz expire avec sa mort.

## Honneurs
- Chevalier de l'ordre de l'Aigle rouge de 2e classe avec une étoile et des feuilles de chêne
- Grand-croix de l'Ordre du mérite civil de la Couronne bavaroise
- Chevalier de l'ordre russe de Saint-Vladimir de 4e classe
- Grand-croix de l'ordre grand-ducal du Faucon blanc
- Chevalier de l'Ordre de Frédéric